# Indonezyjska Partia Chłopów
Indonezyjska Partia Chłopów (indonez. Partai Tani Indonesia) – indonezyjska partia polityczna, założona w grudniu 1945 roku w Purwakarcie. 
W wyborach do konstytuanty w 1955 roku, ugrupowanie zdobyło 30 060 głosów, uzyskując w ten sposób jedno miejsce.